# Алоза
Алозата е алдохексоза. Тя е рядко срещан монозахарид, които е бил изолиран от африканския храст Protea rubropilosa. Разтворима е във вода и практически не наразтворима в метанол.
Алозата е C-3 епимер на глюкозата.
Както и другите хексози във воден разтвор алозата формира пръстена структура, като образува пиранозна и фуранозна форма. β-D-Алопиранозата значително преобладава над-останалите форми.
| D-Алоза              | D-Алоза              | D-Алоза             |
| Линейна форма        | Пръстен              | Пръстен             |
| -------------------- | -------------------- | ------------------- |
|                      | α-D-Алофураноза 5 %  | β-D-Алофураноза 7 % |
| α-D-Алопираноза 18 % | β-D-Алопираноза 70 % |                     |

## Източничи
1. ↑  The Merck Index: An Encyclopedia of Chemicals, Drugs, and Biologicals (11th ed.), Merck, 1989, ISBN 0-911910-28-X
2. ↑  Jürg Hunziker: Kohlenhydratchemie Архив на оригинала от 2008-05-10 в Wayback Machine., 1. April 2007.